# IC 1625
IC 1625 ist eine elliptische Galaxie vom Hubble-Typ E-S0 im Sternbild Phönix am Südsternhimmel. Sie ist schätzungsweise 295 Mio. Lichtjahre von der Milchstraße entfernt und hat einen Durchmesser von etwa 140.000 Lj.
Im selben Himmelsareal befinden sich u. a. die Galaxien IC 1621, IC 1627, IC 1630, IC 1631.
Das Objekt wurde im Jahr 1899 von DeLisle Stewart entdeckt.